# Creseidae
Creseidae zijn een familie van weekdieren uit de klasse van de Gastropoda (slakken).

## Geslachten
- Boasia Dall, 1889
- Bovicornu O. Meyer, 1886 †
- Camptoceratops Wenz, 1923 †
- Creseis Rang, 1828
- Euchilotheca P. Fischer, 1882 †
- Hyalocylis Fol, 1875
- Styliola Gray, 1847
- Thecopsella Munier-Chalmas, 1888 †
- Tibiella O. Meyer, 1884 †

### Synoniemen
- Hyalocylix P. Fischer, 1883 => Hyalocylis Fol, 1875